# Olga Ramljak
Olga Ramljak (Split, 1948. – 10. 1. 2025.) bila je hrvatska novinarka. 

## Životopis
Rodila se je 1948. u Splitu. U rodnom gradu pohađala je osnovnu školu i klasičnu gimnaziju. Diplomirala je u Zagrebu na Filozofskom fakultetu. 
Radila je na raznim poslovima u novinarskoj struci. Bila je komentatorica, dopisnica i urednica. Od 1998. do 2000. godine bila je glavnom urednicom Slobodne Dalmacije, kojoj je prije toga bila voditeljicom dopisništva u Zagrebu. Vodila je i televizijske emisije (Otvorena televizija). 
Godine 2006. bila je među kandidatima za šeficu Hine.
Bila je članica Vijeće za elektroničke medije. odlukom Hrvatskog sabora 2007. godine.

## Nagrade i priznanja
Odlikovana je Redom Danice hrvatske s likom Antuna Radića (1995.).
Nositeljica je Spomenice Domovinskog rata.